# Truda
Truda (albanisch auch Trudë, serbisch Трудна Trudna) ist ein Dorf im Nordosten des Kosovo, das zur Gemeinde Pristina gehört.

## Geographie
Truda ist etwa neun Kilometer nördlich von Pristina gelegen. Östlich vom Dorf befindet sich Bërnica e Epërme, südlich Bardhosh und südwestlich Bërnica e Poshtme. Zur  Gemeinde Podujeva im Norden sind es 22 Kilometer.
Truda liegt am Übergang der flachen Ebene ins hügelige Bergland des Ostkosovo.

## Bevölkerung

### Ethnien
| Jahr | Einwohner |
| ---- | --------- |
| 1948 | 181       |
| 1953 | 187       |
| 1961 | 263       |
| 1971 | 389       |
| 1981 | 547       |
| 1991 | 661       |
| 2011 | 694       |

Truda hatte laut Volkszählung im Jahr 2011 damals 684 Einwohner. 683 davon bezeichneten sich als Albaner und eine Person äußerte sich nicht dazu.

### Religion
Im Jahr 2011 bekannten sich 693 Einwohner zum Islam und eine Person gab keine Antwort bezüglich ihres Glaubens.

## Verkehr
Westlich von Truda verlaufen die M-25 und die Autostrada R 7, die aktuell an einem Kreisverkehr endet.